# Band FM Chapecó
A Band FM Chapecó é uma emissora de rádio brasileira, concessionada e sediada em Chapecó, no estado de Santa Catarina. Opera na frequência 94,7 MHz, na faixa FM, resultante da migração de AM para FM. A emissora pertence ao Grupo N3 de Comunicação e é afiliada à Band FM.

## História
A emissora foi fundada em 5 de dezembro de 1980, quando ainda era conhecida como Rádio Continental, operando na frequência 1020 kHz, na faixa AM, com uma potência de 2 500 W, alcançando 50% do centro-oeste catarinense. Durante mais de 30 anos, a emissora se modernizou e cobriu os maiores acontecimentos de Coronel Freitas e sua região, através da grade própria de jornalismo.
Em 2005, os proprietários conseguiram uma concessão em FM na frequência 96,1 MHz, criando a Continental FM. Somente em 2013 foi criada a Rede One FM na mesma frequência. A Rede One FM mesclava músicas jovens com flashbacks e, em alguns momentos, também executava músicas populares.[carece de fontes?]
Em junho de 2019, a AM 1020 migrou para a frequência FM 94,7, e, assim, a programação da Continental mudou para FM 96,1, enquanto a Rede One FM passou a operar na frequência da migrante.[carece de fontes?]
Em janeiro de 2020, a emissora anunciou em suas redes sociais que se afiliaria à Band FM. A estreia sob a nova rede ocorreu em 4 de fevereiro de 2020, às 7h, durante o programa "A Hora do Ronco".